# Caralluma moniliformis
Caralluma moniliformis är en oleanderväxtart som beskrevs av Bally. Caralluma moniliformis ingår i släktet Caralluma och familjen oleanderväxter. Inga underarter finns listade i Catalogue of Life.